# 小诤
小诤是中华人民共和国研制的一个承担载人航天工程、行星探测工程、探月工程等国家重大航天项目的“现场报道”任务的人工智能，已于2021年6月20日正式亮相。为了制造小诤，腾讯游戏和新华社进行政商联合。小诤的定位是新华社数字记者和数字航天员。

## 背景
在现实中，新闻机构要派驻一位记者到空间站进行报道的成本非常高。因此，通过实时高保真数字人技术打造一位记者成为优选方案。

## 制造
为了让形象更加生动，看起来更像真人，小诤使用腾讯游戏旗下NExT Studios全新的制作管线和实时渲染技术，由NExT Studios的15名研发人员耗时3个月共同建造，这些研发者包括Siren(塞壬)制作团队的核心创始成员。